# Francesco d'Aragona
Francesco d'Aragona (16 dicembre 1461 – 26 ottobre 1486) fu duca di Sant'Angelo e marchese di Bisceglie.

## Biografia
Francesco nacque il 16 dicembre 1461, ultimo dei sei figli di Ferrante d'Aragona e Isabella di Chiaromonte.
Fu costantemente impiegato dal padre nella difesa del regno di Napoli durante le frequenti guerre che lo interessarono. Durante la congiura dei baroni del 1486 gli fu affidato un esercito e la luogotenenza della Puglia.
Nell'estate fu colpito da una malattia che l'ambasciatore estense definisce "cataro che tuta volta li descende, et assai se dubita et teme non cadi in tisim". Della "egritudine del signor infante don Francesco" parlano anche gli ambasciatori fiorentini, riferendo che "sputa sangue e dimostra segni da essere incurabile".
(Lettera dell'ambasciatore Bendedei al duca di Ferrara, 11 ottobre 1486.)
Morì il 26 ottobre 1486.
(Lettera dell'ambasciatore Bendedei al duca di Ferrara, 27 ottobre 1486.)
Il cronista Girolamo Ferrarini lo ricorda "in le arme audace, savio e gaiardo", Bernardino Zambotti come "adolescente animoso e strenuo e sapientissimo in le arme". Gli ambasciatori fiorentini lo dicono "molto gentile".

## Ascendenza
|                           |                               |                                 | Genitori                      |  |  | Nonni |  |  | Bisnonni                |  |  | Trisnonni               |  |
|                           |                               |                                 |                               |  |  |       |  |  | Ferdinando I di Aragona |  |  | Giovanni I di Castiglia |  |
|                           |                               |                                 |                               |  |  |       |  |  | Ferdinando I di Aragona |  |  | Giovanni I di Castiglia |  |
|                           |                               | Eleonora d'Aragona              |                               |  |  |       |  |  | Ferdinando I di Aragona |  |  |                         |  |
| Alfonso V d'Aragona       |                               |                                 |                               |  |  |       |  |  | Ferdinando I di Aragona |  |  |                         |  |
|                           |                               | Eleonora d'Alburquerque         | Sancho Alfonso d'Alburquerque |  |  |       |  |  |                         |  |  |                         |  |
|                           |                               | Eleonora d'Alburquerque         | Sancho Alfonso d'Alburquerque |  |  |       |  |  |                         |  |  |                         |  |
|                           |                               | Eleonora d'Alburquerque         | Beatrice del Portogallo       |  |  |       |  |  |                         |  |  |                         |  |
| Ferdinando I di Napoli    |                               | Eleonora d'Alburquerque         |                               |  |  |       |  |  |                         |  |  |                         |  |
|                           |                               | Enrico Carlino                  | …                             |  |  |       |  |  |                         |  |  |                         |  |
|                           |                               | Enrico Carlino                  | …                             |  |  |       |  |  |                         |  |  |                         |  |
|                           |                               | Enrico Carlino                  | …                             |  |  |       |  |  |                         |  |  |                         |  |
| Gueraldona Carlino        |                               | Enrico Carlino                  |                               |  |  |       |  |  |                         |  |  |                         |  |
|                           |                               | Isabella Carlino                | …                             |  |  |       |  |  |                         |  |  |                         |  |
|                           |                               | Isabella Carlino                | …                             |  |  |       |  |  |                         |  |  |                         |  |
|                           |                               | Isabella Carlino                | …                             |  |  |       |  |  |                         |  |  |                         |  |
| Francesco d'Aragona       |                               | Isabella Carlino                |                               |  |  |       |  |  |                         |  |  |                         |  |
|                           | Deodato II di Clermont-Lodève | Guglielmo IV di Clermont-Lodève |                               |  |  |       |  |  |                         |  |  |                         |  |
|                           | Deodato II di Clermont-Lodève | Guglielmo IV di Clermont-Lodève |                               |  |  |       |  |  |                         |  |  |                         |  |
|                           | Deodato II di Clermont-Lodève | Guillemette de Nogaret          |                               |  |  |       |  |  |                         |  |  |                         |  |
| Tristano di Chiaromonte   | Deodato II di Clermont-Lodève |                                 |                               |  |  |       |  |  |                         |  |  |                         |  |
|                           |                               | Isabella di Roquefeuil          | Arnaud III de Roquefeuil      |  |  |       |  |  |                         |  |  |                         |  |
|                           |                               | Isabella di Roquefeuil          | Arnaud III de Roquefeuil      |  |  |       |  |  |                         |  |  |                         |  |
|                           |                               | Isabella di Roquefeuil          | Jacquet de Combret            |  |  |       |  |  |                         |  |  |                         |  |
| Isabella di Chiaromonte   |                               | Isabella di Roquefeuil          |                               |  |  |       |  |  |                         |  |  |                         |  |
|                           |                               | Raimondo Orsini del Balzo       | Nicola Orsini                 |  |  |       |  |  |                         |  |  |                         |  |
|                           |                               | Raimondo Orsini del Balzo       | Nicola Orsini                 |  |  |       |  |  |                         |  |  |                         |  |
|                           |                               | Raimondo Orsini del Balzo       | Giovanna di Sabrano           |  |  |       |  |  |                         |  |  |                         |  |
| Caterina Orsini del Balzo |                               | Raimondo Orsini del Balzo       |                               |  |  |       |  |  |                         |  |  |                         |  |
|                           |                               | Maria d'Enghien                 | Giovanni d'Enghien            |  |  |       |  |  |                         |  |  |                         |  |
|                           |                               | Maria d'Enghien                 | Giovanni d'Enghien            |  |  |       |  |  |                         |  |  |                         |  |
|                           |                               | Maria d'Enghien                 | Sancia del Balzo              |  |  |       |  |  |                         |  |  |                         |  |
|                           |                               | Maria d'Enghien                 |                               |  |  |       |  |  |                         |  |  |                         |  |